# منصور یاوری
منصور یاوری (زادهٔ ۱۳۳۰ در گلپایگان - درگذشته ۱۱ فروردین ۱۳۹۸) نمایندهٔ حوزه انتخابیه گلپایگان و خوانسار در دورهٔ هفتم مجلس شورای اسلامی بوده‌است. طبق اطلاعات مندرج در وبگاه مرکز پژوهش‌های مجلس او به زبان‌های آلمانی و انگلیسی مسلط بوده است.

## نمایندگی مجلس
منصور یاوری در دروره هفتم مجلس شورای اسلامی نماینده مردم گلپایگان و خوانسار بود. او در طول دوران نمایندگی عضو کمیسیون انرژی و همچنین عضو گروه‌های دوستی ایران و شیلی، ایران و کلمبیا و ایران و ونزوئلا بوده است. یاوری سمت خزانه‌دار را نیز در مجلس به عهده داشته است.